# Thilo Krause
Thilo Krause (* 29. April 1977 in Dresden) ist ein deutscher Schriftsteller und Wirtschaftsingenieur.

## Leben
Thilo Krause studierte Wirtschaftsingenieurwesen in Dresden und London und promovierte 2007 an der ETH Zürich, an der er bis 2015 in der Forschung arbeitete.
Seine Gedichte erschienen seit 2005 in Anthologien und Zeitschriften und wurden ins Französische, Italienische und Spanische übertragen. 2012 debütierte er mit dem Gedichtband Und das ist alles genug, für den er im gleichen Jahr den Eidgenössischen Literaturpreis erhielt. Jürgen Brôcan schrieb in der NZZ: „Es geschieht wohl selten, dass ein Erstling auf derart souveräne Weise zu einem unaufdringlichen, dennoch zutiefst berührenden Ausdruck findet“. 2020 erschien der Roman Elbwärts, der in poetischen Bildern und Szenen die Begriffe langsame Heimkehr und Heimat erkundet.
Krause lebt in Zürich.

## Werke
- Und das ist alles genug. Gedichte, Reihe „Neue Lyrik“ Bd. 3. Poetenladen Verlag, Leipzig 2012, ISBN 978-3-940691-39-2.
- Um die Dinge ganz zu lassen, Gedichte, Poetenladen Verlag, Leipzig 2015, ISBN 978-3-940691-62-0.
- Was wir reden, wenn es gewittert, Gedichte, Hanser Verlag, Edition Lyrik Kabinett, München 2018, ISBN 978-3-446-25816-7
- Elbwärts, Roman, Hanser Verlag, München 2020, ISBN 978-3-446-26755-8
- Dass uns findet, wer will, Hanser Verlag, München 2023, ISBN 978-3-446-27635-2

## Würdigungen
- 2005 Heinz-Weder-Preis für Lyrik
- 2009 Werkjahr des Kantons Zürich
- 2009 Feldkircher Lyrikpreis (2. Preis)
- 2010 Irseer Pegasus[4]
- 2011 Finalist beim Leonce-und-Lena-Preis, Darmstadt[5]
- 2012 Eidgenössischer Literaturpreis[6]
- 2013 Werkjahr der Stadt Zürich[7]
- 2014 Dresdner Lyrikpreis (Publikumspreis)[8]
- 2015 Anerkennungsgabe der Stadt Zürich[9] sowie Anerkennungsbeitrag des Kantons Zürich[10]
- 2016 Clemens-Brentano-Preis für den Gedichtband Um die Dinge ganz zu lassen
- 2016 Schillerpreis der Zürcher Kantonalbank für den Gedichtband Um die Dinge ganz zu lassen
- 2019 Peter-Huchel-Preis für den Gedichtband Was wir reden, wenn es gewittert[11]
- 2020 Robert-Walser-Preis für Elbwärts
- 2020 Nicolas-Born-Debütpreis für Elbwärts
- 2022 Werkjahr der Stadt Zürich[12]
- 2023 Anerkennungsbeitrag des Kantons Zürich für den Gedichtband „Dass uns findet, wer will“[13]